# Yakima (ciutat)
Yakima, formalment City of Yakima, és una ciutat i seu del comtat de Yakima a l'estat de Washington. Segons el cens d'1 de juliol de 2008 tenia 84.074 habitants.

## Història

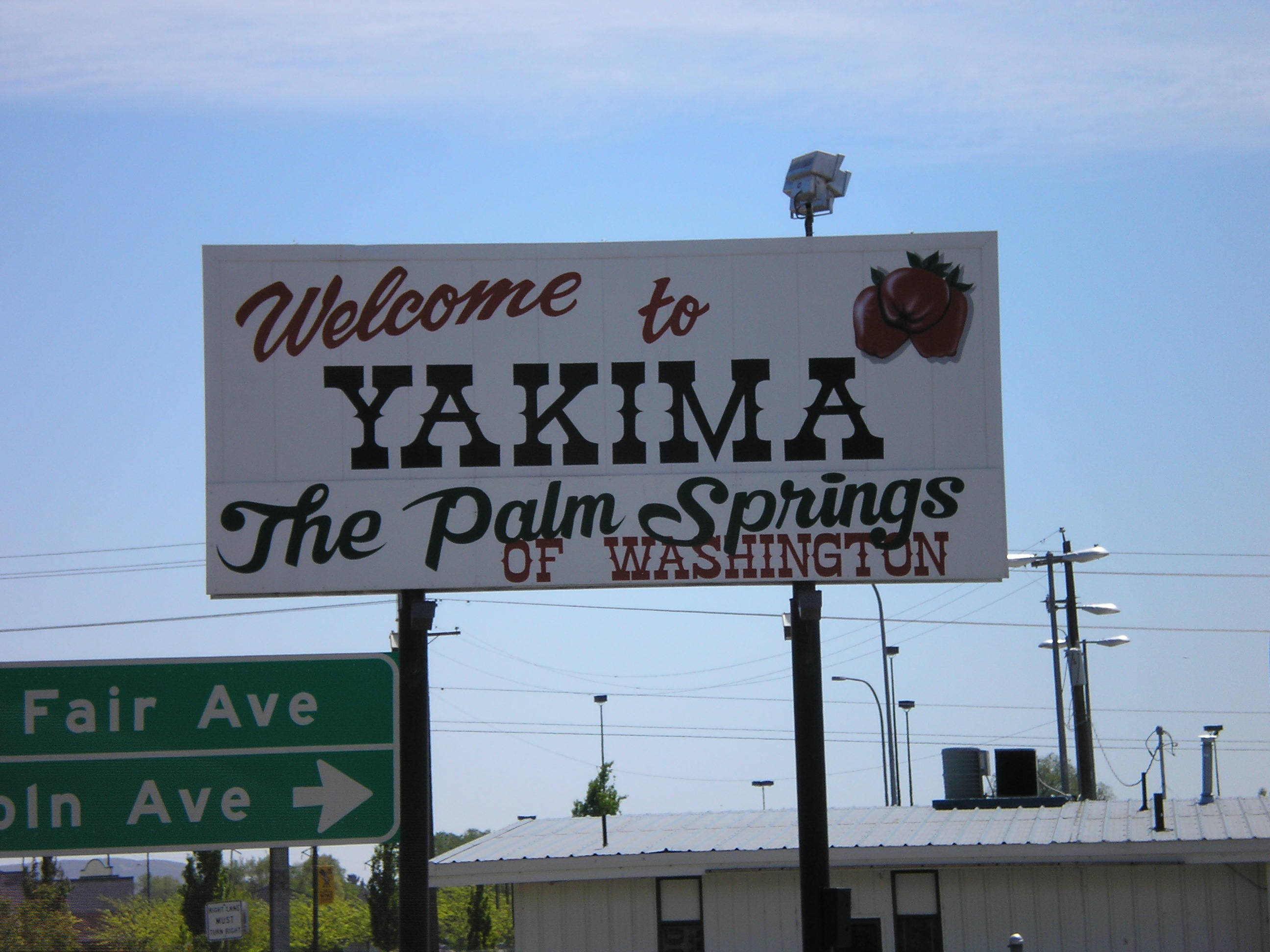
Cartell de benvinguda a l'entrada de la ciutat

Els yakama van ser els primers habitants coneguts de la vall de Yakima. El 1805 l'expedició de Lewis i Clark visità la zona descobrint-hi una fauna abundant i un sòl ric, fet que va provocar l'assentament de camperols. el 1847 s'hi establí una missió catòlica es va establir a Ahtanum, al sud-oest de l'actual Yakima. L'arribada de colons i els seus conflictes amb els nadius desembocaren en la Guerra Yakima. L'exèrcit dels Estats Units va establir Fort Simcoe el 1856 prop de l'actual White Swan com a resposta a l'aixecament. Els yakama van ser derrotats i obligats a traslladar-se a la reserva Yakama.
El comtat de Yakima es va crear el 1865. Quan el ferrocarril dela companyia Northern Pacific Railway va passar per alt el desembre de 1884, s'hi traslladaren més d'un centenar d'edificis amb corrons i equips de cavalls al lloc proper del dipòsit. La nova ciutat es va anomenar North Yakima i es va incorporar oficialment i designada seu del comtat el 27 de gener de 1886. El nom va ser canviat a Yakima el 1918. Union Gap va ser el nou nom donat al punt original de Yakima.
El 18 de maig de 1980 l'erupció del Mont Saint Helens va fer caure una gran quantitat de cendres volcàniques a la zona de Yakima. La visibilitat es va reduir a condicions gairebé zero aquella tarda, i les cendres van sobrecarregar la planta de tractament d'aigües residuals de la ciutat.

## Demografia
Segons el cens del 2000 Yakima tenia 71.845 habitants, 26.498 habitatges, i 16.826 famílies. La densitat de població era de 1.378 habitants per km².
Dels 26.498 habitatges en un 34,4% hi vivien nens de menys de 18 anys, en un 44,2% hi vivien parelles casades, en un 14,2% dones solteres, i en un 36,5% no eren unitats familiars. En el 30,3% dels habitatges hi vivien persones soles el 14% de les quals corresponia a persones de 65 anys o més que vivien soles. El nombre mitjà de persones vivint en cada habitatge era de 2,63 i el nombre mitjà de persones que vivien en cada família era de 3,29.
Per edats la població es repartia de la següent manera: un 29,4% tenia menys de 18 anys, un 10,8% entre 18 i 24, un 27,6% entre 25 i 44, un 18,2% de 45 a 60 i un 14% 65 anys o més.
L'edat mediana era de 31 anys. Per cada 100 dones de 18 o més anys hi havia 92,6 homes.
La renda mediana per habitatge era de 29.475 $ i la renda mediana per família de 34.798 $. Els homes tenien una renda mediana de 29.647 $ mentre que les dones 23.629 $. La renda per capita de la població era de 15.920 $. Aproximadament el 17,1% de les famílies i el 22,4% de la població estaven per davall del llindar de pobresa.

## Poblacions properes
El següent diagrama mostra les poblacions més properes.

## Persones il·lustres
- Robert Lucas (1937) economista, Premi Nobel d'Economia del 1995.